# Sent Eissuperi
Sent Sepieri (en francès Saint-Exupéry-les-Roches) és un municipi francès situat al departament de la Corresa i a la regió de la Nova Aquitània.

## Demografia
| 1962                                       | 1968 | 1975 | 1982 | 1990 | 1999 | 2007 |
| ------------------------------------------ | ---- | ---- | ---- | ---- | ---- | ---- |
| 676                                        | 564  | 509  | 474  | 515  | 529  | 526  |
| Des de 1962: població sense dobles comptes |      |      |      |      |      |      |

## Administració
| Període   | Identitat            | Partit |
| --------- | -------------------- | ------ |
| 2001-2008 | Georges Touquet      |        |
| 2008-     | Jean-Pierre Bodeveix |        |